# 唐古特瑞香
唐古特瑞香（学名：Daphne tangutica）为瑞香科瑞香属下的一个种。

## 扩展阅读
- 維基物種上的相關：唐古特瑞香